# Facundo Tello
Facundo Raúl Tello Figueroa (Bahía Blanca - 4 de maio de 1982) é um árbitro de futebol argentino que é um árbitro internacional listado pela FIFA desde 2019. Ele dirige a divisão mais alta da liga argentina de futebol desde 2013. Em 19 de maio de 2022, a FIFA anunciou a lista de árbitros da Copa do Mundo FIFA de 2022, onde Tello foi escolhido.

## Carreira
Nasceu em Bahía Blanca, na província de Buenos Aires, em 4 de maio de 1982.
Em 2019, Tello entrou para o elenco de árbitros internacionais da FIFA ao ser nomeado pela Conmebol como 4º árbitro do Campeonato Sul-Americano Sub-20 no Chile junto com seus colegas Fernando Rapallini, Ezequiel e Gabriel Chade. o primeiro colegiado baiano a alcançar essa distinção.
Foi um dos árbitros indicados para apitar a Copa Árabe FIFA de 2021, já que foi convocado para apitar a partida entre Jordânia e Marrocos. Em 6 de novembro de 2022, Tello arbitrou a final do Troféu dos Campeões da Argentina entre Boca Juniors e Racing Club, onde brandiu impressionantes dez cartões vermelhos (sete cartões vermelhos para o Boca e três para o Racing).
Em 30 de novembro de 2024, ele apitou a final da Copa Libertadores da América entre Botafogo e Atlético Mineiro.